# Pseudopaludicola mystacalis
Pseudopaludicola mystacalis é uma espécie de anfíbio  da família Leptodactylidae.
Pode ser encontrada nos seguintes países: Argentina, Bolívia, Brasil, Paraguai e possivelmente no Uruguai.
Os seus habitats naturais são: savanas húmidas, matagal húmido tropical ou subtropical, campos de gramíneas de baixa altitude subtropicais ou tropicais sazonalmente húmidos ou inundados, marismas de água doce, marismas intermitentes de água doce, pastagens e áreas agrícolas temporariamente alagadas.
Está ameaçada por perda de habitat.